# The Black Masks
The Black Masks est un film muet américain réalisé par Francis Ford et Grace Cunard, sorti en 1913.

## Fiche technique
- Réalisation : Francis Ford, Grace Cunard
- Scénario : Grace Cunard, Francis Ford
- Production : Francis Ford
- Durée : 20 minutes
- Date de sortie :  États-Unis : 28 octobre 1913

## Distribution
- Francis Ford : Fred Francis
- Grace Cunard : Meg
- Harry Schumm : un détective
- Tony Jeannette : le démon de la vitesse
- Edgar Keller : un détective